# هنر نفس‌آفرید
اصطلاح هنر نَفْس‌آفَرید (انگلیسی: Physioplastic art) به آثار تجسمی شکل‌پذیرفته از نفسانیات و حواس آدمی اطلاق می‌شود.